# Walter Adolf Langleist
Walter Adolf Langleist (né le 5 août 1893 à Dresde et mort le 28 mai 1946 à Landsberg am Lech) est un SS Oberführer allemand et commandant du camp de concentration de Mühldorf. En tant que criminel de guerre, Langleist est condamné à mort lors du procès de Dachau.

## Biographie
Il est soldat pendant la Première Guerre mondiale dans le 64e régiment d'artillerie de campagne, il rejoint le NSDAP en 1930 et les SS en 1931.
Après l'invasion allemande par la Pologne en septembre 1939, il devient le chef du Volksdeutscher Selbstschutz, une organisation paramilitaire formée par les Allemands de Pologne, à Bromberg. Au début de l'année 1940, Langleist est impliqué dans le meurtre de patients dans un sanatorium à Stettin jusqu'en octobre 1940.
En 1941, Langleist est membre de la Waffen-SS, avec le grade de SS-Sturmbannführer. À partir de juin 1941, il occupe le poste de directeur dans le camp de concentration de Buchenwald. En avril 1942, il devient commandant des gardes du camp de concentration de Majdanek à Lublin. Langleist fait également partie de l'état-major du camp de concentration de Varsovie. D'août 1943 à mai 1944, il commande les gardes du camp de concentration de Dachau.
En septembre 1944, Langleist est transféré dans le sous-camp de Kaufering,. Début novembre 1944, il est muté à Kaufering.
Langleist est muté au camp de concentration de Mühldorf en tant que commandant. Selon les déclarations d'après-guerre d'Oswald Pohl :
Après la fin de la guerre, Il est accusé de crimes de guerre, de torture, d'humiliation lors du Procès de Dachau.
Il est pendu à la prison pour crimes de guerre en mai 1946.